# Cratere Whitney
Whitney  è un cratere sulla superficie di Venere. Deve il proprio nome all'astronoma statunitense Mary Watson Whitney (1847-1921).